# فوتشا
فوتشا هي بلدة في البوسنة والهرسك على نهر درينا، في كيان جمهورية صرب البوسنة.

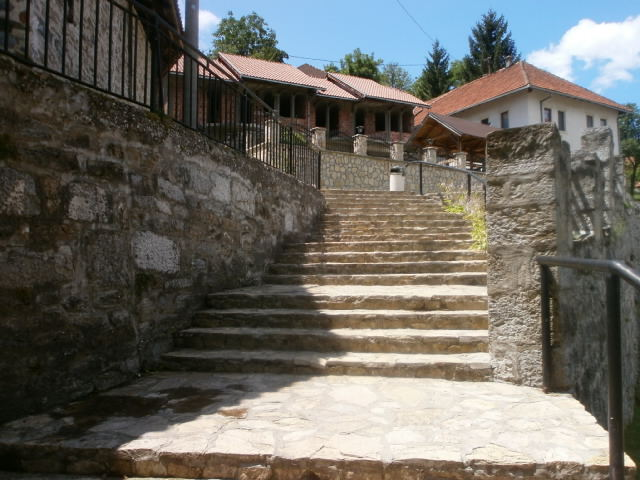

## التاريخ

### التاريخ المبكر
كانت المدينة تعرف باسم هوتشا خلال العصور الوسطى. وكان يعرف بعد ذلك كمركز تجاري على الطريق بين راغوزا (الآن دوبروفنيك) والقسطنطينية (الآن إسطنبول، تركيا). مع غورني بودرينج فوتشا كانت جزءا من الدولة الصربية القديمة حتى عام 1376، عندما كانت تعلق على الدولة البوسنية في عهد الملك تفرتكو. بعد وفاة تفرتكو كانت المدينة يحكمها الدوم هم الذين كان من بين أشهرها هيرزوغ ستيبان. كان فوتشا مقر السانجاك العثماني  في الهرسك التي أنشئت في 1483، حتى 1572، عندما تم نقلها إلى بلجيفلجا.

### الحرب العالمية الثانية
في عام 1941، قتل أوستاس الصرب في فوتشا. بين ديسمبر 1941 ويناير 1942 أكثر من ألفي مسلم بوسني قتلوا في فوتشا من قبل التشيتنيك. وقعت مذبحة تشيتنيك إضافية في فوتشا في أغسطس 1942.

### الحرب البوسنية وما بعدها
وفي عام 1992، خضعت المدينة لسيطرة القوات الصربية شبه العسكرية. تم طرد معظم البوسنيين من المنطقة.
وبمجرد أن قامت القوات الصربية بتطهير شرق البوسنة من معظم سكانها المدنيين البوسنيين، كانت المدن والقرى في أيديهم. وقد طبقت جميع القوات الصربية (أي الجيش والشرطة والقوات شبه العسكرية وأحيانا القرويون أيضا) نفس النمط: فقد تعرضت منازل وشقق السكان المطرودين للنهب أو الحرق بصورة منتظمة؛ تم القبض على أعضاء آخرين من السكان المدنيين البوسنيين أو أسرهم، وأحيانا ضربوا أو قتلوا في هذه العملية 
تم تدمير 13 مسجدا بما في ذلك مسجد ألادوا و 22،500 مسلم الذين يشكلون غالبية السكان فروا
ولم يبق سوى حوالي 10 مسلمين في نهاية النزاع.
ومنذ الحرب، عاد حوالي 4000 مسلم إلى ديارهم وأعيد بناء العديد من المساجد وقد حدث ذلك إلى حد كبير بسبب إدارة زدرافكو كرمانوفيتش، الذي كان عمدة في الفترة من 2004 إلى 2012 واتخذ موقفا معارضا لمعظم المؤسسات القومية الصربية داخل جمهورية صربسكا. غير أنه في انتخابات عام 2012، هزم كرمانوفيتش وانتخب رئيس بلدية جديد راديسافا ماسيتش، بدعم من الأحزاب القومية.